# 毒死蜱
毒死蜱（英語：Chlorpyrifos，IUPAC名：O,O-diethyl O-3,5,6-trichloropyridin-2-yl phosphorothioate）是一种晶体有机磷杀虫剂。它于1965年由陶氏化学公司开发，常用的商品名有Dursban和Lorsban。

## 生产与使用
毒死蜱通过从3-甲基吡啶起始的多步反应制成，最后一步为3,5,6-三氯-2-吡啶醇与二乙基硫代磷酸酯化而成。

## 对健康的影响
根據香港消費者委員會的報告，含有「毒死蜱」的蔬菜要在開水煮至少一分鐘，再倒走煮過菜的水，才能將農藥清除。